# Karl-Josef Weißenfels
Karl-Josef Weißenfels (* 28. März 1952; † 29. Oktober 2024) war ein deutscher Volleyballer.

## Werdegang
Karl-Josef Weißenfels war gebürtiger Rheinländer und stammte aus Notscheid bei Linz am Rhein, lebte aber seit 1954 in Leverkusen. Nach dem Realschulabschluss erlernte er den Beruf eines Reisebürokaufmannes. Er wurde dann Zeitsoldat bei der Bundeswehr.
Schon früh hatte er sich für den Volleyballsport interessiert. Er wurde deshalb Mitglied des in Leverkusen führenden Sportvereins Bayer 04 Leverkusen, in dem er bald einer der Leistungsträger wurde. Seine Leistungen fielen auch bei der Bundeswehr auf, die ihn in ihre Sportförderungsgruppe aufnahm. Er wurde mit der Bundeswehr-Nationalmannschaft Vize-Weltmeister.
Seine sportliche Laufbahn wurde 1982 jäh durch einen schweren Motorradunfall unterbrochen. Auf Grund seiner schweren Beinverletzungen (Orthese) konnte er seinen Volleyball-Sport in der bisherigen Form nicht mehr ausüben. Er trainierte seit 1986 beim TSV Bayer 04 Leverkusen in der Behindertenmannschaft. Wegen seiner überragenden Leistungen wurde er schon bald in die deutsche Nationalmannschaft berufen, mit der er zahlreiche nationale und internationale Wettbewerbe gewann. Er wurde 3 Mal Deutscher Meister, 5 Mal Europameister und 3 Mal Weltmeister.
Höhepunkt seiner Laufbahn als Volleyballspieler war der dreimalige Gewinn einer Goldmedaille bei den Paralympischen Sommerspielen – und zwar 1988, 1992 und 1996. Weißenfels galt zu seiner Zeit als der weltbeste Volleyballspieler.
Für seine großen sportlichen Erfolge erhielt er bereits 1992 von Bundespräsident Richard von Weizsäcker das Silberne Lorbeerblatt.
Als Rheinländer engagierte er sich auch im Karneval. So wurde er als Juppi I. 2002 Leverkusener Karnevalsprinz. Er war verheiratet und Vater von fünf Kindern.